# Renzo Marignano
Renzo Marignano (* 26. März 1923 in Genua; † 25. November 1987 ebenda) war ein italienischer Schauspieler.

## Leben
Marignano gründete kurz nach Ende des Zweiten Weltkrieges den Kinoklub seiner Heimatstadt und die Produktionsgesellschaft „Cimofilm“, die sich auf Dokumentarfilme spezialisierte; bei einigen davon war der 1,90 m große Filmenthusiast auch als Regisseur verantwortlich, so bei den 1953 entstandenen Boccadasse und Golf. 1958 war Marignano Produktionsleiter an der ligurischen Küste bei Wolfgang Staudtes Kanonenserenade, anschließend ging er nach Rom, wo er zu Beginn der 1960er Jahre als Regieassistent und Schauspieler bei Pietro Germi und Mario Monicelli arbeitete. 1968 begann eine beeindruckende Anzahl von Filmauftritten in fast immer komischen Nebenrollen; seine Popularität reichte dabei nicht, um zu mehr Auftrittszeit zu kommen.
Gelegentlich wird er als Renzo Marignani geführt.

## Filmografie (Auswahl)
- 1961: Scheidung auf Italienisch (Divorzio all’italiana)
- 1964: Controsesso
- 1966: Ergötzliche Nächte (Le piacevoli notte)
- 1968: Capriccio all'italiana
- 1968: La donna, il sesso, il superuomo
- 1970: Brancaleone auf Kreuzzug ins Heilige Land (Brancaleone alle crociate)
- 1970: Il divorzio
- 1970: Sein bestes Stück verkauft man nicht (Il trapianto)
- 1970: Stoßtrupp Avola – Ja, wo sind denn die Kanonen (Rosalino Paternò, soldato)
- 1971: Das Callgirl und die Liebe (La provinciale)
- 1971: Jack, el destripador de Londres
- 1971: Noi donne siamo fatte così
- 1971: Il vichingo venuto dal sud
- 1971: Vier Fliegen auf grauem Samt (4 mosche di velluto grigio)
- 1972: Alfredo, Alfredo
- 1972: Fiorina la vacca
- 1972: Providenza! – Mausefalle für zwei schräge Vögel (La vita a volte è molto dura, vero Provvidenza?)
- 1973: Amore e ginnastica
- 1973: Il brigadiere Pasquale Zagaria ama la mamma e la polizia
- 1973: Ein Glücksschwein muß kein Ferkel sein (La schiava io ce l'ho e tu no)
- 1973: Patroclooo!… E il soldato Camillone grande, grosso e frescone
- 1973: La Pistola (Dio, sei proprio un padreterno)
- 1973: Ein Scheiß-Wochenende (Mordi e fuggi)
- 1973: Vogliamo i colonnelli (Cronaca di un colpo di stato)
- 1973: Zwei tolle Hunde in Hongkong (Ming, ragazzi!)
- 1974: La bellissima estate
- 1974: Cugini carnali
- 1974: Il domestico
- 1974: Herr Oberst haben eine Macke (Il colonnello Buttiglione diventa generale)
- 1974: Lo sgarbo
- 1974: Il trafficone
- 1975: Flotte Teens und heiße Jeans (La liceale)
- 1976: Bluff (Bluff storia di truffe e di imbroglioni)
- 1976: Il comune senso del pudore
- 1976: Due sul pianerottolo
- 1976: Höllenhunde bellen zum Gebet (Con la rabbia agli occhi)
- 1977: Charleston – Zwei Fäuste räumen auf (Charleston)
- 1977: Il passatore (Fernseh-Miniserie)
- 1977: La presidentessa
- 1977: Tre tigri contro tre tigri
- 1979: Das Concorde Inferno (Concorde affaire '79)
- 1979: Ein seltsames Spiel (La giacca verde)
- 1980: Der Puppenspieler (Le guignolo)
- 1980: Zucchero, miele e peperoncino
- 1982: Ein pikantes Geschenk (Le cadeau)
- 1987: Schwarze Augen (Oci ciorne)